# Научний (Казахстан)
Нау́чний (каз. Научный) — селище у складі Шортандинського району Акмолинської області Казахстану. Входить до складу Дамсинського сільського округу.
Населення — 1204 особи (2021; 1065 у 2009, 1140 у 1999, 1668 у 1989).
Національний склад станом на 1989 рік:
- росіяни — 63 %.

Станом на 1989 рік селище називалось село Всесоюзний научно-іслєдовательський інститут зернового хозяйства (ВНІІЗХ).